# Alexander, der Lebenskünstler
Alexander, der Lebenskünstler (Originaltitel: Alexandre le bienheureux; DDR-Titel: Alexander, der glückselige Träumer) ist eine Komödie von Yves Robert, die am 9. Februar 1968 in Frankreich uraufgeführt wurde. Der Film wurde ab August 1969 im DDR-Kino gezeigt, war 1971 im ARD-Fernsehen zu sehen, zwei Jahre bevor er 1973 in die bundesdeutschen Kinos kam. Philippe Noiret ist in einer seiner Paraderollen als jovialer Lebenskünstler zu sehen, und die Verwandlung vom biederen Bauern zum „Hippie“ passt auch zum 1968er-Zeitgeist. Der Film machte Noiret in Frankreich zum Star.

## Handlung
Der reiche Bauer Alexander wird von seiner Frau beherrscht, die ihn beständig antreibt. Als sie durch einen Autounfall stirbt, beschließt er, nicht mehr zu arbeiten und den Tag im Bett zu verbringen. Sein Hund wird mit einem Korb ins Dorf geschickt, um ihn zu versorgen. Sein Nichtstun wirkt auf die Dorfbewohner anstößig, insbesondere als sich einige davon anstecken lassen. Schließlich gelingt es Agathe, zu ihm vorzudringen und ihn beinahe wieder zu „bekehren“. Als ihm aber am Tag der Hochzeit dämmert, dass er wieder in seine alte Situation gerät, lässt er die Hochzeit platzen.

## Drehort
Der Bauernhof von Alexandre befindet sich in Alluyes en Eure-et-Loir (Bauernhof - Contrée de Beaudoin - Rue de Moulin).

## Kritiken
„Ein originelles, frisch inszeniertes Lob der Faulheit und der kleinen Freuden des Daseins; sympathische Unterhaltung mit überdenkenswerten Ansätzen.“